# Kawanishi H6K
Il Kawanishi H6K (?), identificato anche come Grande idrovolante Tipo 97 (九七式飛行艇?) (nome in codice alleato Mavis) era un idropattugliatore marittimo quadrimotore ad ala alta a parasole e a scafo centrale prodotto dall'azienda giapponese Kawanishi Kōkūki KK dalla fine degli anni trenta ed impiegato dalla Dai-Nippon Teikoku Kaigun Kōkū Hombu, l'aviazione navale della Marina imperiale giapponese, durante le fasi della seconda guerra mondiale.

## Storia del progetto
Nel 1933 la Marina imperiale giapponese emise una specifica per la fornitura di un grande idrovolante destinato al pattugliamento marittimo. La Kawanishi, che aveva già prodotto l'H3K, aveva acquisito nuova esperienza nella visita di una propria delegazione agli stabilimenti della britannica Short Brothers, a quel tempo una delle aziende più autorevoli nella produzione di idrovolanti a livello mondiale. Alla richiesta rispose con un nuovo modello la cui designazione aziendale era Type S, un grande idrovolante monoplano quadrimotore a scafo centrale caratterizzato dall'ala posizionata alta a parasole ed impennaggio bideriva.
Inizialmente vennero realizzati 3 prototipi, il primo portato in volo per la prima volta il 14 luglio 1936, con i quali si svilupparono le caratteristiche di volo e di navigabilità prima di equipaggiare il modello con una motorizzazione più potente. La Marina imperiale assegnò al nuovo idrovolante la designazione Grande idrovolante Tipo 97 e successivamente H6K

## Impiego operativo
Gli H6K vennero introdotti dal 1938, inizialmente impiegati durante la seconda guerra sino-giapponese per poi essere utilizzati intensamente dall'inizio della guerra del Pacifico (66 esemplari assegnati a 4 Kokutai). In un primo momento il modello si rivelò una certa efficacia durante le missioni di bombardamento e di ricognizione a lungo raggio durante le campagne nel Sudest asiatico e nell'Oceano Pacifico sudoccidentale. La sua eccezionale autonomia gli consentiva di svolgere missioni di pattugliamento della durata di 24 ore venendo impiegato anche nelle incursioni a lungo raggio su Rabaul e sulle Indie orientali olandesi.
Gli H6K tuttavia divennero rapidamente vulnerabili alla nuova generazione di caccia avversari venendo relegati alla seconda linea ma continuando comunque il servizio operativo fino al termine del conflitto nelle aree in cui il rischio di essere intercettati risultava essere ragionevolmente limitato. Nel servizio di prima linea venne sostituito dal Kawanishi H8K.
Un certo numero di esemplari vennero convertiti in aereo da trasporto assumendo la designazione H6K4; questi erano capaci di trasportare materiali e fino a 18 militari completamente equipaggiati ma risultavano molto più vulnerabili anche a causa della mancanzia di serbatoi di combustibile autosigillanti. Per ovviare alle numerose perdite venne sviluppata una nuova versione, la H6K5, entrata in produzione nell'agosto del 1942. Da quel momento gli alleati assegnarono il nome in codice Mavis alla versione da pattugliamento marittimo e Tillie a quella da trasporto.

## Versioni

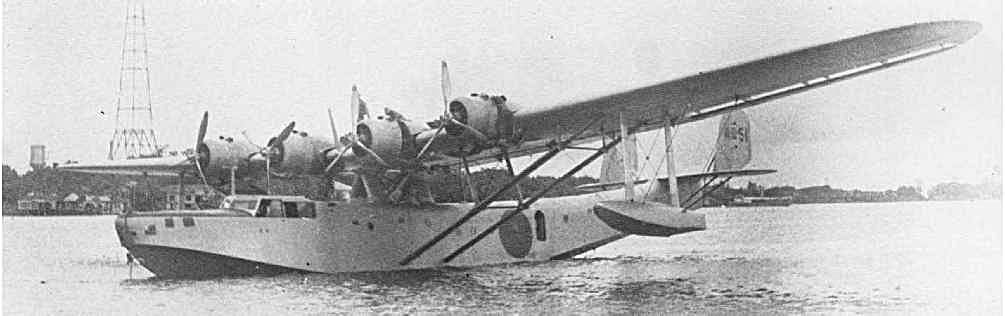

H6K1
prototipo equipaggiato con motorizzazione Nakajima Hikari 2 e realizzato in 4 esemplari.
H6K1 (idrovolante navale Tipo 97 Modello 1)
prototipo equipaggiato con motori Mitsubishi Kinsei 43 da 1 000 CV (735 kW) e realizzato in 3 esemplari.
H6K2 Modello 11
prima versione di produzione in serie prodotto in 10 esemplari (inclusi 2 H6K2-L trasporto ufficiali convertiti).
H6K2-L (idrovolante navale da trasporto Tipo 97)
versione da trasporto non armata del H6K2 equipaggiata dai radiali Mitsubishi Kinsei 43 e realizzata in 16 esemplari.
H6K3 Modello 21
versione modificata del H6K2 destinata al trasporto VIP ed alti ufficiali e realizzata in 2 esemplari.
H6K4 Modello 22
versione maggiormente prodotta, basata sul H6K2 equipaggiata con un armamento più pesante e motorizzata Mitsubishi Kinsei 46 da 930 CV. Capacità combustibile incrementata da 7 764 L a 13 410 L.
H6K4-L
versione da trasporto del H6K4, simile al H6K2-L ma equipaggiato con motori Mitsubishi Kinsei 46, inclusi due H6K4 modificati, realizzata in 20 esemplari.
H6K5 Modello 23
versione equipaggiata con motori Mitsubishi Kinsei 51 o 53 da 1 300 CV ed una nuova torretta dorsale posta dietro la cabina di pilotaggio in luogo della precedente postazione difensiva aperta, prodotta in 36 esemplari.

## Utilizzatori

### Militari
Giappone
- Dai-Nippon Teikoku Kaigun Kōkū Hombu

 Indonesia
- Angkatan Udara Republik Indonesia

### Civili
Giappone
- Japan Airlines

### Periodici
- (EN)  Doubilet, David. "The Flying Boat". Sport Diver Magazine. Volume 15, Number 8, September 2007.
- (EN)  Richards, M.C. "Kawanishi 4-Motor Flying-Boats (H6K 'Mavis' and H8K 'Emily')". Aircraft in Profile Volume 11. Windsor, Berkshire, UK: Profile Publications Ltd., 1972.